# Drynaria leporella
Drynaria leporella là một loài dương xỉ trong họ Polypodiaceae. Loài này được K.I.Goebel mô tả khoa học đầu tiên năm 1928.
Danh pháp khoa học của loài này chưa được làm sáng tỏ. 